# Ligne de Salon à La Calade - Éguilles
La ligne de Salon à La Calade - Éguilles est une ancienne ligne de chemin de fer française à écartement standard et à voie unique administrée par la Compagnie des chemins de fer de Paris à Lyon et à la Méditerranée qui permettait de relier Salon-de-Provence à Aix-en-Provence où elle rejoignait la ligne de Lyon-Perrache à Marseille-Saint-Charles (via Grenoble) au quartier de La Calade.
Aujourd'hui déclassée en totalité, elle constituait la ligne 924 000 du réseau ferré national.

## Histoire
La loi du 17 juillet 1879 (dite Plan Freycinet) portant classement de 181 lignes de chemin de fer dans le réseau des chemins de fer d’intérêt général retient en no 136, une ligne de « Salon à La Calade, par Lambesc ».
Cette ligne est concédée à titre éventuel le 2 août 1886 à la Compagnie des chemins de fer de Paris à Lyon et à la Méditerranée. Elle est déclarée d'utilité publique à titre de ligne d'intérêt général le 6 juin 1891, rendant ainsi la concession définitive.
Elle est ouverte à l'exploitation le 28 mai 1903. Elle est inaugurée précisément un mois après par Léon Mougeot, alors ministre de l'agriculture, qui l'emprunte en partant d'Aix et se rendant à Salon pour rejoindre Camille Pelletan, ministre de la Marine.
La ligne est relativement peu affectée par le tremblement de terre qui touche la Provence le 11 juin 1909. La voie s'affaisse notamment en deux endroits entre Lambesc et Saint-Cannat et la cheminée de la gare de Lignane s'effondre à travers la toiture. Une partie des secours arrive par le rail et des wagons de marchandises sont transformés en hôpital de campagne et en abris de fortune en gare de Saint-Cannat par la Croix Rouge,.
Le 2 novembre 1925, un train déraille en gare de Saint-Cannat à cause de la mauvaise manutention d'une aiguille de sortie. Une voiture de 3e classe sort des rails et se retourne, blessant une dizaine de personnes dont quatre grièvement.
Le 16 août 1944, un train de munitions allemand explose en gare de Lambesc, touché par une frappe aérienne américaine. Le raid a probablement été mené par des P-38 ou des P-47 du 527th ou du 525th fighting squadron du 86th Fighter Bomber Group (en) dans la mesure où leurs journaux de guerre font état de plusieurs attaques sur des trains et des lignes de chemin de fer au nord de Marseille les 16 et 17 août 1944, préludes de la bataille de Marseille,. Le village est gravement endommagé par l'explosion, qui touche par exemple l'hôtel-Dieu de la ville ou l'hôtel particulier des Taillades,.
Elle est fermée au service des voyageurs le 5 décembre 1938, et à celui des marchandises vers 1941 pour le tronçon de Saint-Cannat à La Calade, et le 17 mai 1953 pour le tronçon de Salon de Provence à Saint-Cannat.
La section de Saint-Cannat à La Calade - Éguille est déclassée par une loi le 30 novembre 1941.

### Dates de déclassement
- de Saint-Cannat à La Calade - Éguilles : 30 novembre 1941.
- de Salon-de-Provence à Saint-Cannat (PK 2,750 à 21,500) : 29 mai 1961[15].
- Section à Salon-de-Provence (PK 2,150 à 2,750) : 26 juillet 1969[16].
- Section à Salon-de-Provence (PK 0,600 à 2,150) : 26 juillet 1973[17].

## Gares et localités desservies
- Salon-de-Provence
- Lurian
- Pélissanne
- Bonrecueil
- Lambesc
- Saint-Cannat
- Lignane - Rognes
- La Calade - Éguilles.

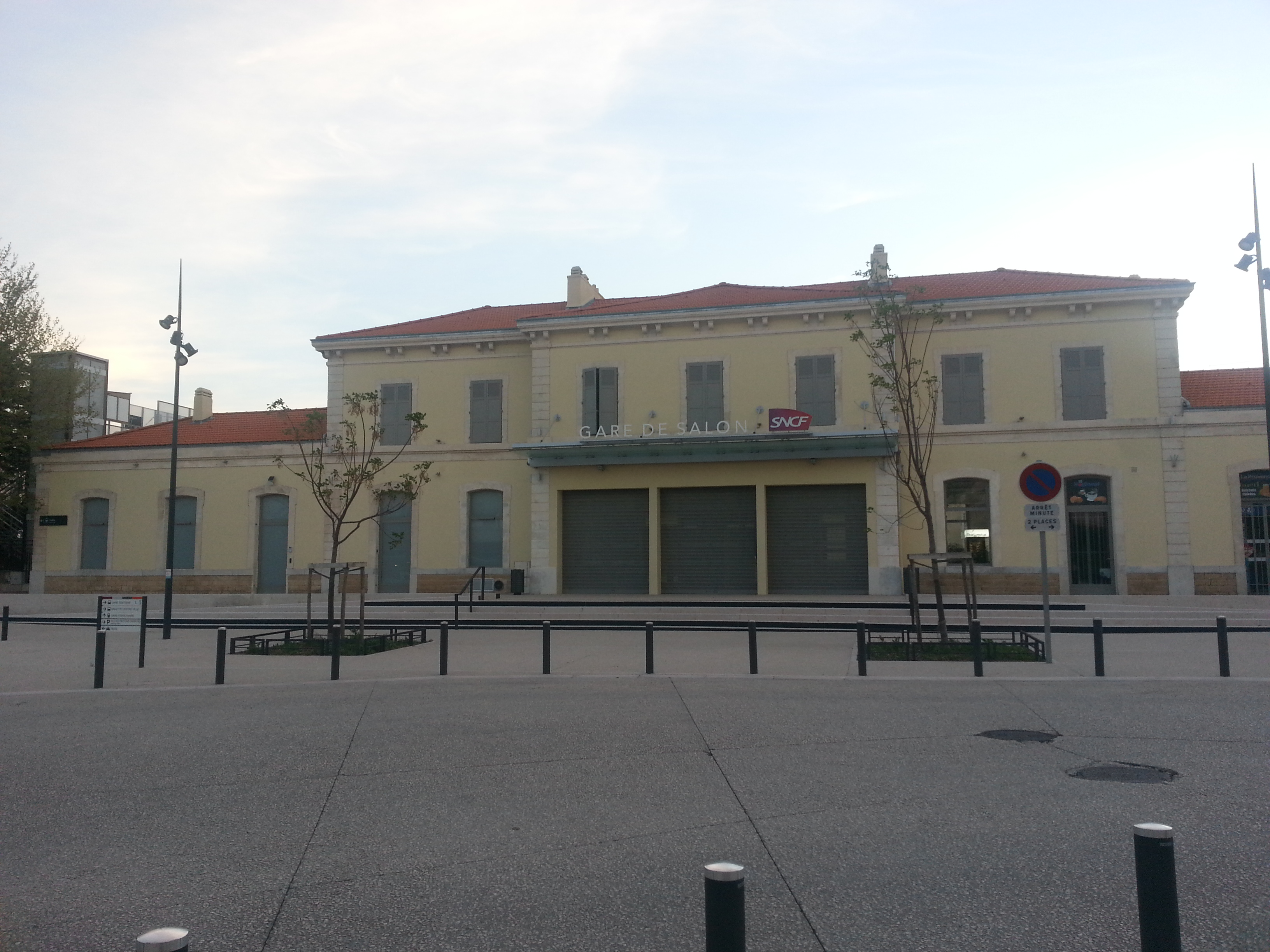
Gare de Salon aujourd'hui.
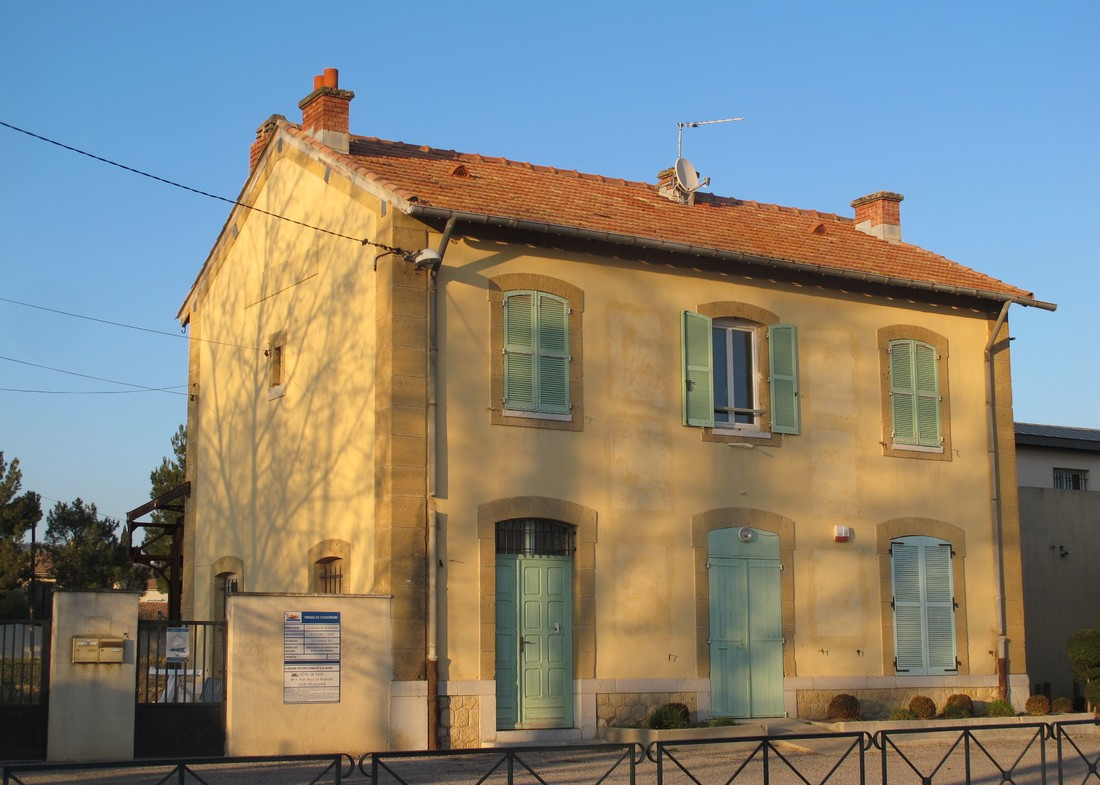
Gare de Pélissanne aujourd'hui.
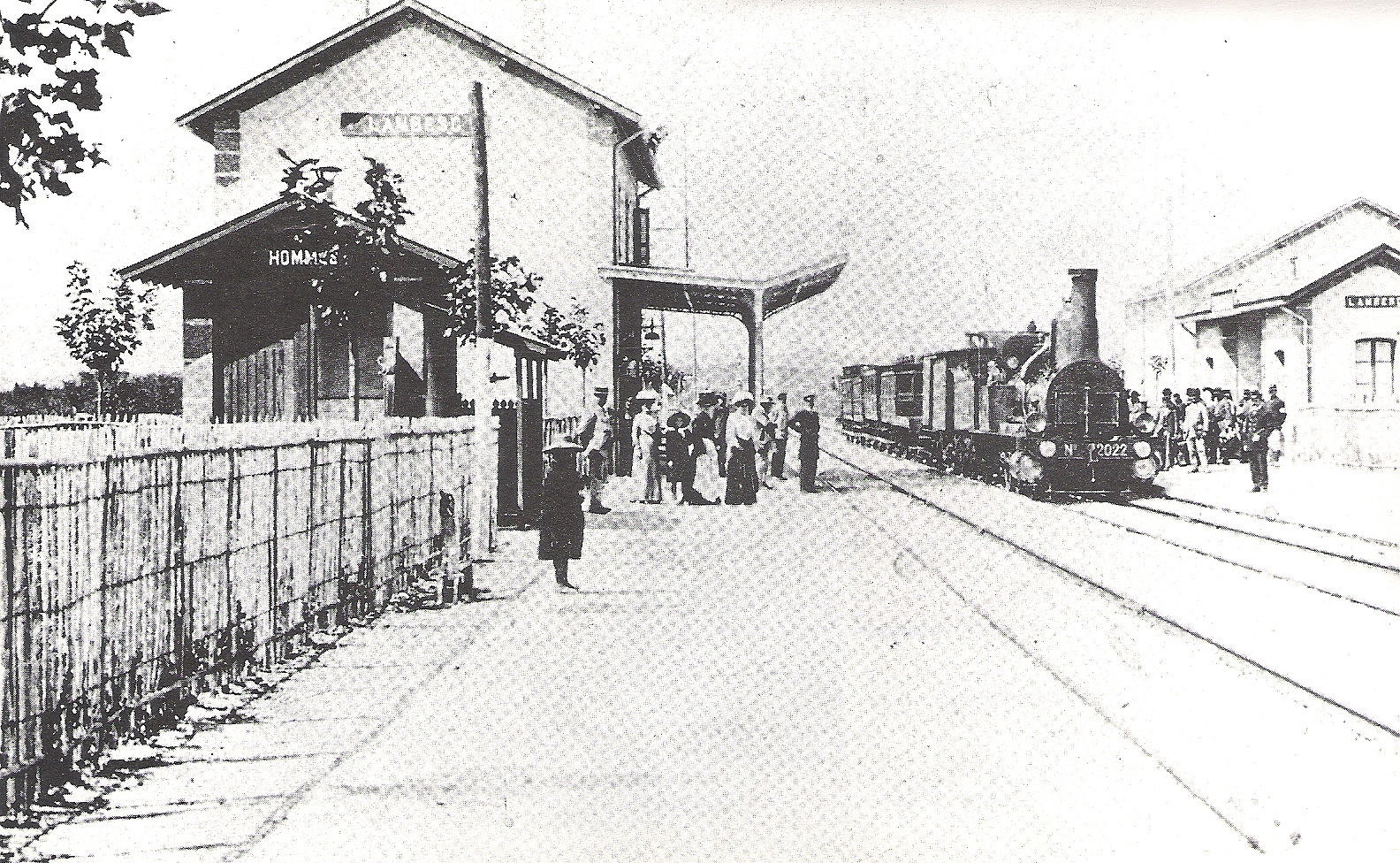
Gare de Lambesc au début du XXe siècle.
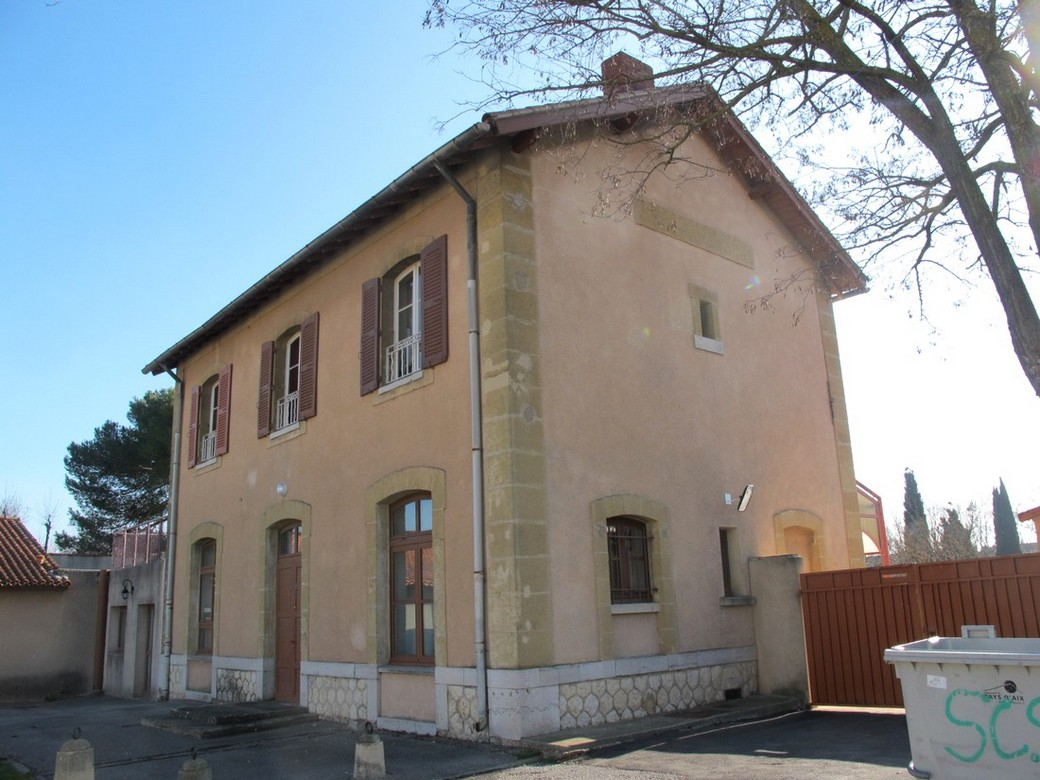
Gare de Saint-Cannat aujourd'hui.
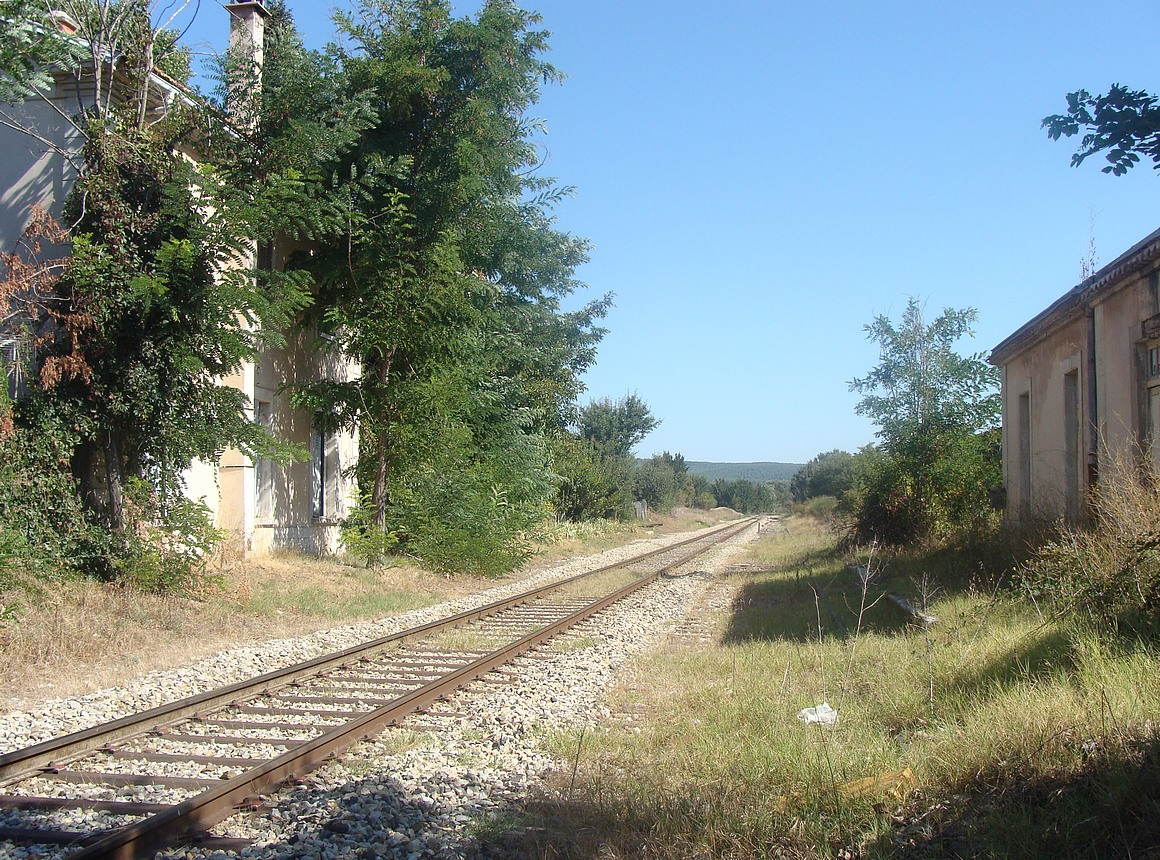
Gare de la Calade aujourd'hui.

## Matériel roulant

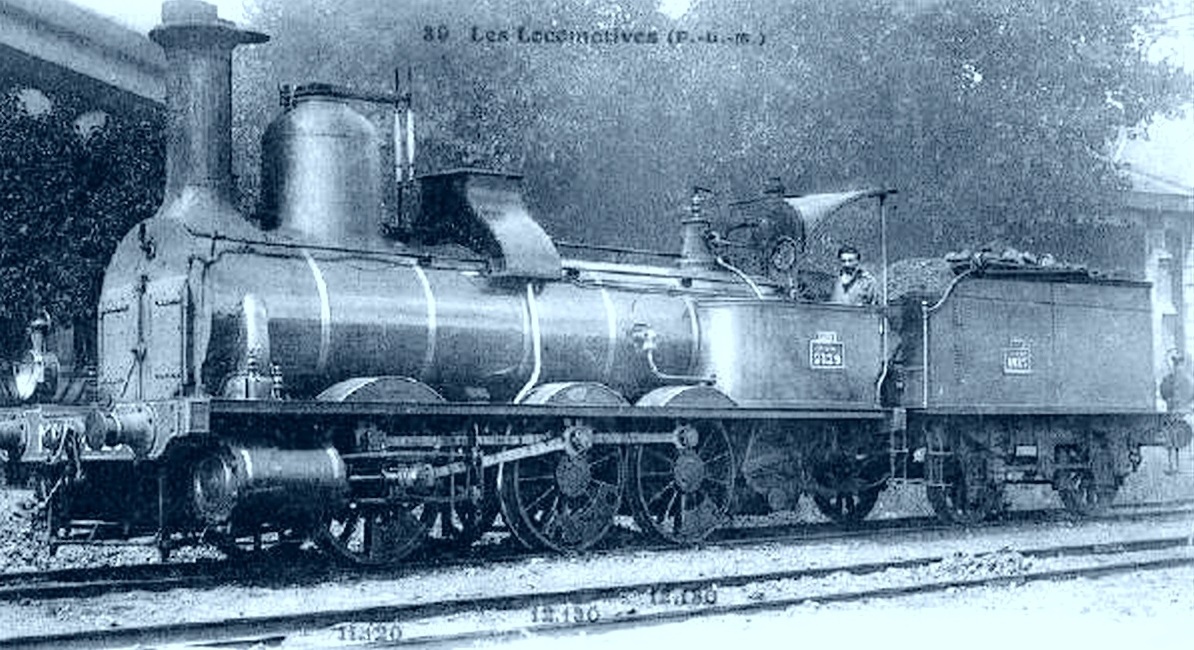
030 Bourbonnais du PLM.

On note parmi le matériel ayant circulé sur la ligne :
- 030 Mammouth et Bourbonnais
- 031A
- 140J